# Río Jalón
Río Jalón är ett vattendrag i Spanien. Det ligger i regionerna Kastilien-La Mancha, Kastilien och León och Aragonien, i den nordöstra delen av landet.
Jalón upprinner på Sierra Minister, flyter i nordöstlig riktning och är 235 kilometer lång. Jalóns vatten används för konstbevattning.
Klimatet i området är fuktigt och subtropiskt.